# Bocsig
Bocsig – wieś w Rumunii, w okręgu Arad, w gminie Bocsig. W 2011 roku liczyła 2173 mieszkańców. 